# 終末的後宮
《終末的後宮》是LINK原作、宵野小太郎作畫的日本漫畫作品，集英社出版，於網絡漫畫平台《少年Jump+》上連載。
2017年4月16日集英社宣佈因為「種種原因」而在《少年Jump+》App下架，只能透過網頁端觀看。單行本第一卷9月2日發售一個星期就售完，其後集英社宣佈再版。2018年單行本銷量突破300萬冊。
原作第一部于2020年6月结束连载，第二部於2021年5月至2023年5月期間連載。衍生作品《終末的後宮 奇想曲》由LINK負責原作、SAVAN負責作画，於《Ultra Jump》2018年6月号開始連載。
2020年宣布電視動畫化，预定2021年播映。2021年10月8日，在第1话播出的当晚，官方宣布因为要对节目在表现方面的问题进行再审查，从第2话开始延期至2022年1月播出，全11話。

## 故事簡介
2040年，醫學高材生水原怜人罹患一種無法醫治的罕見疾病「細胞硬化症」，他聽從醫生的建議進入冷凍睡眠五年，以便屆時解藥開發成功而得到治療。不料這五年間，被稱為「MK病毒」（Male Killer，男性殺手病毒）的病毒席捲了全世界，人類感染就會全身膚色變成紫色，三天內致死，病毒能透過空氣傳染，傳染力相當強，瞬間就在全球爆發大規模疫情，導致全世界包括怜人在內只剩五個男人生存。雖然怜人因為患上細胞硬化症而存活下來、產生抗體治癒了MK病毒，且細胞硬化症也在之後由解藥完全治癒，但甦醒後的他卻必須肩負與大量女性交配、讓人類得以延續的使命。由於流失大量科學家與技術人員的世界，許多科學技術因此失傳，人類面臨很大的存亡危機，雖然倖存下來的女性在UW女性臨時政府的控制下保持著最低限度的生活。因此男性成為世界最重要的資源，倖存的男性都被安排了防護官，儘管擔任怜人防護官的周防美來不斷告誡他自己的使命，但怜人因對行蹤不明的青梅竹馬橘繪理沙仍抱有感情，選擇暫時拒絕與眾女性交配，想要先用一個月的時間先尋找繪理沙。
數次突發事件後，在意識到還有為數百萬的男性進入冷凍睡眠暫緩死亡和自己的男性親人還生存時，他發現繪理沙留下訊息告知MK病毒是人造病毒，於是他爭取可以自交配設施外出、進入MK病毒的研究設施的權利並選擇投入醫學研究尋找病毒的解方，以解除人類的絕種危機並逃避交配。與此同時，UW日本支部的領導層持續監視男性，并推行著機密計劃，而第三名男性，原是男高中生的土井翔太也在此時甦醒，他在他的專屬防護官神谷花蓮的誘導下開始與眾女性交配，而滿意的領導層因此決定解職周防美來，更替怜人的專屬防護官。
2049年，幸存的男性于疫苗开发成功5年后陆续回归社会，此时日本的男女比率约为1:10000（男性5000人，女性5000万人）。病毒的后遗症造成男性丧失了性欲与生殖能力。

## 登場角色
- 聲優為廣播劇／VR動畫／電視動畫版。

### 第一部

#### 怜人組
水原怜人（聲：山谷祥生／無／市川太一、小市真琴（少年））
男主角。編號NO.2，為國立先端醫科大學的高材生，橘繪理沙的青梅竹馬，得了細胞硬化症，為了等待治療方法而進入五年的冷凍睡眠，醒來後卻發現世界變了樣。
唯一克制自己慾望而沒有和分配的女性進行性行為的男性，為了追查MK病毒的真相而致力於研究工作，與周圍的夥伴不惜捨身涉險，逐漸了解到MK病毒背後有著不可告人的陰謀。
出逃日本後並在台灣九份與繪理沙再會，故事後期和繪理沙前往九州某秘密洞穴與周防美來相遇，並在繪理沙的心願下三人間進行性行為。
在After World (第2部) 擔任国立感染症研究所主任研究員，並持續開發MK病毒解藥以及恢復解毒後男性的性慾藥物，故事最後與美來結婚並孕育三子。
周防美來（聲：伊藤靜／同左／白石晴香）
負責水原怜人的起居生活與對外聯絡，專屬怜人的事務官，並告訴怜人當前世界的情形與繁衍後代的使命。
與繪理沙長得非常相似 (實為繪理沙的克隆人)，由於技術限制必須每隔七天進入機器調整體質才能維持身體機能，故事後期前往九州某秘密洞穴和怜人與繪理沙相遇，且是第一次與繪理沙有過實體接觸，最後兩人彼此看待被此為同一人並與怜人進行三人間性行為。
在After World (第2部) 由於繪理沙仍有婦女病的負擔以及自身每隔七天進入機器調整體質，因此繪理沙決定兩人進行融合 (繪理沙犧牲自己將身體組織與美來克隆身體進行融合)，最終克隆身體成完全體得以不必再進入機器調整體質 (並獲得繪理沙生前的部分記憶)，融合完後一度認為自己奪取繪理沙的生命是個錯誤，藉由怜人以事件過後兩人舉行儀式，以及這是繪理沙的心願而接受一切，故事最後與怜人結婚並孕育三子。
黑田瑪麗亞（聲：無／小林桂子／小坂井祐莉繪）
在周防美來被解除事務官職位後被指派照顧水原怜人的雙事務官之一。曾是研究人員，講起話會結巴，但一講到有關病毒研究的事情就會變得滔滔不絕。
片桐麗亞（聲：無／石原愛依梨／渡部惠子）
在周防美來被解除事務官職位後被指派照顧水原怜人的雙事務官之一，討厭男性。與周防相交甚久，對周防抱持著戀慕之情。
龍造寺朱音（聲：淺川悠／同左／大地葉）
為水原怜人的貼身護士。性感大姊姊的類型，是UW日本支部國務長官的女兒。
山田翠（聲：民安友繪／無／山根綺）
為水原怜人的保鏢。外貌看來還是小孩子個性膽小，危急時刻時會像換了人格激發異常力量。

#### 恭司組
火野恭司（聲：高塚智人／無／江口拓也）
編號NO.1，是第一位患上細胞硬化症後從冷凍睡眠中甦醒的男性。個性活潑開朗且好玩樂，醒來之後把這世界當作天堂一樣。
看似過著風流糜爛的生活，但實際上在日常作息中得知他與普通人無異，反而生活很健康。初登場時個性顯得玩世不恭，但其實是屬於念舊且負責任的類型，想要照顧好所有懷上自己孩子的女人。
視怜人為難得的男性好友，對真晝一見鍾情後，曾拜託怜人將其介紹給自己，即使怜人盡力搓合兩人，但似乎沒下文，在第一部故事結尾前被UW世界本部克勞爾•曼斯菲爾德給殺死。
石動寧寧子（聲：布萊德庫特·莎拉·惠美／無／石上靜香）
負責恭司的起居生活與對外聯絡，專屬恭司的防護官。在相處的過程中漸漸喜歡上恭司。在恭司死後領導先前與他配對過的女人們反抗UW。
北山玲奈（聲：西明日香／無／天野聰美）
麗華（聲：無／無／關根明良）
武者小路薰（聲：無／無／小原莉子）
日下部由香裡

#### 翔太組
土井翔太（聲：米內佑希／無／浦和希）
編號NO.3，繼怜人後從冷凍睡眠甦醒。個性敦厚，以前常被同儕霸凌，長期下來變得沒有自信，面對絕症時以絕望的心情接受冷凍睡眠。
甦醒過後發現一切都變了，但得知事情始末後鍾情於老師柚希，但花蓮為了讓他建立自信而能進行更多配對，因此與上層協議將柚希調職，在花蓮的安排下他開始懂得享受後宮生活。後期他自知無法回頭，心態的變化與覺醒使他變得非常殘酷，與花蓮達成協議，決定協助她一同征服世界。
后任日本共和国首任总统。
神谷花蓮（聲：赤崎千夏／無／竹達彩奈）
負責翔太的起居生活與對外聯絡，專屬翔太的防護官。看似性格活潑可愛，實則城府極深，懷抱著極大的野心。
羽生柚希（聲：生天目仁美／無／早瀨莉花）
翔太以前的導師。溫柔善良，身形姣好，非常關心翔太的學校生活，在他醒來後成為了他第一個進行配對的對象。
柊春歌（聲：無／無／道井悠）
一奈都（聲：無／無／愛原亞里沙）
東堂晶（聲：無／無／飯田里穗）
黑田·蕾茵·千冬（聲：無／無／高森奈津美）
柳律香（聲：無／無／伊達朱里紗）
星野汐音（聲：無／無／上田麗奈）
林葉句露（聲：無／無／津田美波）
小雪（聲：無／無／青山吉能）
杉山兔水（聲：無／無／立花芽惠夢）
桐原理子（聲：無／無／川莊美雪）
艾麗卡（聲：無／無／工藤夕希）

#### 善組
木根渕善（聲：無／無／無）
編號NO.4

#### 伊邪那美

##### 男性復歸派（假定）
橘繪理沙（聲：無／無／白石晴香）
水原怜人的青梅竹馬。「MK病毒」席捲了全世界後，臥藏於神秘的地方，是周防美來克隆體的來源。
在第22話中秘密地跟寡婦谷口聯絡，第46話中透露了她已加入了與UW為敵的神秘組織「伊邪那美」，第53話中與怜人在台灣九份再會，第64話中指出她是利用組織對抗UW，第74話向怜人說明自己患有無法懷孕的婦女病，且需要持續注射藥物來緩解疼痛症狀，後續兩人在愛的氛圍下進行第一次的性行為，第82話與怜人前往九州某秘密洞穴和美來相遇，且是第一次與美來有過實體接觸，第83話兩人彼此看待被此為同一人並與怜人進行三人間性行為。
在After World (第2部) 由於自身仍有婦女病的負擔以及美來每隔七天進入機器調整體質，因此決定與美來進行融合 (繪理沙犧牲自己將身體組織與美來克隆身體進行融合)，即使怜人一開始反對並希望找尋兩人皆可存活的辦法，但最終仍決定融合並希望怜人與美來生出屬於三人的孩子。
榊光（聲：無／無／山田美鈴）

##### 伊邪那岐派（假定）
出芽輝奈（聲：無／無／高橋智秋）
有手美鈴（聲：無／無／佐佐木未來）

#### Numbers的家族們
水原真晝（聲：田中愛美／無／首藤志奈）
水原怜人的妹妹。
水原龍（聲：北山恭祐／無／日野聰）
水原怜人的哥哥，目前在冷凍睡眠之中。
土井繭（聲：無／無／櫻井陽菜）
土井翔太的妹妹。
木根渕美樹
木根渕善的原配妻子。

#### UW（United Women）

##### 世界本部
蕾姆（聲：無／無／京田尚子）
三賢者之一，最高評議員，開發失去性慾的「NOSEX」藥物的博士。
布卓（聲：無／無／久川綾）
三賢者之一，最高評議員，開發失去性慾的「NOSEX」藥物的博士。
少女（聲：無／無／金井美香）
三賢者之一，最高評議員，名稱不詳。
克勞爾•曼斯菲爾德（聲：無／無／大久保瑠美）
和平維護活動局局長，實際為UW世界本部的幹部，UW世界本部真正的計劃“男性滅絕計劃”的主要推動者和領頭之一，第1部的主要反角。在第1部最後率領部隊射殺了火野恭司，但因中了神谷花憐等人的計策而使得UW的陰謀被揭露于世界，從而喪失了在日本的立足之地而逃回美國，UW遭到全世界聲伐而成為女性公敵而導致解體。
波普（聲：無／無／足立由夏）
克勞爾•曼斯菲爾德的專屬事務官。

##### 日本支部
鬼原（聲：無／無／齊藤貴美子）
日本支部部長兼國務長官，主要負責外交部分，是龍造寺朱音的母親。(被逮捕)
技術長官（聲：無／無／小林優）
日本支部技術長官，主要負責科學技術研究和保全部分。(被槍殺)
民生長官（聲：無／無／原奈津子）
日本支部民生長官，主要負責糧食計畫和人民管理部分。(被逮捕)
首藤（聲：無／無／長妻樹里）
日本支部總務長官，主要負責宣傳部分。實為世界本部安插在日本支部的眼線，出賣了其他人。
司法長官（聲：無／無／谷育子）
日本支部司法長官，主要負責司法和警察部分。(被逮捕)

#### 其他反UW的勢力關係者
魯冰冰
安娜塔西亞（Anastasia）

### 第二部

#### 陆組
金村陆
第二部的男主角，高中生。似乎不受到病毒后遗症的影响，是完全健康的男性。
沟下乃蔷薇
陆的担当官，似乎年长于陆。
是花莲的后辈。
雨宮牡丹
保世向日葵
花山院百合愛
倉持蘭

#### Numbers的家族們
金村櫻
陸的異父姐姐。

#### MW（Maria's Womb）
蕾姆（聲：無／無／京田尚子）
三賢者之一，最高評議員，開發失去性慾的“NOSEX”藥物的博士。(被槍殺)
布卓（聲：無／無／久川綾）
三賢者之一，最高評議員，開發失去性慾的“NOSEX”藥物的博士。(被槍殺)
少女（聲：無／無／金井美香）
三賢者之一，最高評議員，名稱不詳。(被槍殺)
克勞爾•曼斯菲爾德（聲：無／無／大久保瑠美）
滅絕部部長。

## 出版書籍

### 終末的後宮
漫畫自連載以來因為在少年漫畫中過激的色情裸露表現引起不少議論，雖然App公開的內容會透過塗黑、塗白、對話框等方式來遮掩性器官，但官方在2017年4月16日宣布因為「種種原因暫時下架」，因此讀者無法在iOS及Android端的《少年Jump+》App閱覽，目前只能透過網頁端觀看。漫畫單行本加入了連載時沒有的情節，並消除了遮掩性器官的塗黑，書籍版和電子書版也同時發售，2016年9月12日第一卷突破10萬冊，到第二卷發售前2016年12月30日，作品第一卷的累計發行量已經達到了30萬冊。
| 集數 | 集英社         | 集英社                 | 東立出版社                  | 東立出版社                                  |
| 集數 | 發售日期       | ISBN                   | 發售日期                    | ISBN/EAN                                    |
| ---- | -------------- | ---------------------- | --------------------------- | ------------------------------------------- |
| 1    | 2016年9月2日   | ISBN 978-4-08-880819-2 | 2017年4月14日               | ISBN 978-986-482-937-8                      |
| 2    | 2016年12月31日 | ISBN 978-4-08-880842-0 | 2017年8月3日                | ISBN 978-986-482-938-5                      |
| 3    | 2017年6月2日   | ISBN 978-4-08-881087-4 | 2017年9月15日               | ISBN 978-986-486-502-4                      |
| 4    | 2017年10月4日  | ISBN 978-4-08-881243-4 | 2018年4月16日               | ISBN 978-957-9652-46-9                      |
| 5    | 2018年2月2日   | ISBN 978-4-08-881438-4 | 2018年8月23日               | ISBN 978-957-260-752-7                      |
| 6    | 2018年7月4日   | ISBN 978-4-08-881523-7 | 2018年10月26日              | ISBN 978-957-26-1656-7                      |
| 7    | 2018年11月2日  | ISBN 978-4-08-881634-0 | 2019年2月19日 2019年2月26日 | EAN 471-0945-55840-0 ISBN 978-957-26-2187-5 |
| 8    | 2019年3月4日   | ISBN 978-4-08-881762-0 | 2019年6月10日 2019年6月17日 | EAN 471-0945-55973-5 ISBN 978-957-26-3049-5 |
| 9    | 2019年8月2日   | ISBN 978-4-08-882044-6 | 2020年2月3日                | ISBN 978-957-26-3935-1                      |
| 10   | 2020年1月4日   | ISBN 978-4-08-882188-7 | 2020年6月5日                | ISBN 978-957-26-4756-1                      |
| 11   | 2020年5月13日  | ISBN 978-4-08-882304-1 | 2020年10月5日               | ISBN 978-957-26-5321-0                      |
| 12   | 2020年8月4日   | ISBN 978-4-08-882457-4 | 2021年1月7日                | ISBN 978-957-26-5704-1                      |
| 13   | 2021年10月4日  | ISBN 978-4-08-882817-6 | 2022年4月1日                | ISBN 978-957-26-8029-2                      |
| 14   | 2022年1月4日   | ISBN 978-4-08-882853-4 | 2022年10月6日               | ISBN 978-957-26-8592-1                      |
| 15   | 2022年5月2日   | ISBN 978-4-08-883105-3 | 2023年7月6日                | ISBN 978-957-26-9496-1                      |
| 16   | 2022年9月2日   | ISBN 978-4-08-883254-8 | 2024年5月27日               | ISBN 978-626-347-370-6                      |
| 17   | 2023年5月2日   | ISBN 978-4-08-883550-1 |                             |                                             |
| 18   | 2023年6月2日   | ISBN 978-4-08-883624-9 |                             |                                             |

公式導讀手冊 world’s end report
| 卷數 | 集英社       | 集英社                 | 東立出版社     | 東立出版社             |
| 卷數 | 發售日期     | ISBN                   | 發售日期       | ISBN                   |
| ---- | ------------ | ---------------------- | -------------- | ---------------------- |
| 全   | 2022年1月4日 | ISBN 978-4-08-882897-8 | 2024年10月17日 | ISBN 978-626-347-120-7 |

### 終末的後宮 奇想曲
LINK（原作）/SAVAN（作畫）《終末的後宮 奇想曲》（日语：終末のハーレム ファンタジア、WORLD'S END HAREM FANTASIA）。
| 集數 | 集英社        | 集英社                 | 東立出版社    | 東立出版社             |
| 集數 | 發售日期      | ISBN                   | 發售日期      | ISBN                   |
| ---- | ------------- | ---------------------- | ------------- | ---------------------- |
| 1    | 2018年11月2日 | ISBN 978-4-08-891129-8 | 2019年6月10日 | ISBN 978-957-26-3266-6 |
| 2    | 2019年3月4日  | ISBN 978-4-08-891247-9 | 2020年2月3日  | ISBN 978-957-26-3267-3 |
| 3    | 2019年8月2日  | ISBN 978-4-08-891353-7 | 2020年4月20日 | ISBN 978-957-26-3936-8 |
| 4    | 2020年1月4日  | ISBN 978-4-08-891470-1 | 2020年8月14日 | ISBN 978-957-26-4757-8 |
| 5    | 2020年8月4日  | ISBN 978-4-08-891652-1 | 2021年2月1日  | ISBN 978-957-26-5705-8 |
| 6    | 2021年1月4日  | ISBN 978-4-08-891762-7 | 2021年5月6日  | ISBN 978-957-26-6384-4 |
| 7    | 2021年6月4日  | ISBN 978-4-08-891873-0 | 2022年9月23日 | ISBN 978-957-26-7279-2 |
| 8    | 2021年10月4日 | ISBN 978-4-08-892110-5 | 2022年12月8日 | ISBN 978-957-26-8030-8 |
| 9    | 2022年1月4日  | ISBN 978-4-08-892159-4 | 2024年5月27日 | ISBN 978-957-26-8600-3 |
| 10   | 2022年5月2日  | ISBN 978-4-08-892304-8 |               |                        |
| 11   | 2022年9月2日  | ISBN 978-4-08-892459-5 |               |                        |
| 12   | 2022年12月2日 | ISBN 978-4-08-892588-2 |               |                        |
| 13   | 2023年4月4日  | ISBN 978-4-08-892733-6 |               |                        |
| 14   | 2023年8月4日  | ISBN 978-4-08-892884-5 |               |                        |
| 15   | 2023年12月4日 | ISBN 978-4-08-893149-4 |               |                        |

### 終末的後宮 奇想曲學園
LINK&SAVAN（原案）/安藤岡田（作畫）《終末的後宮 奇想曲學園》（日语：終末のハーレム ファンタジア学園）全3卷。
| 集數 | 集英社        | 集英社                 | 東立出版社     | 東立出版社             |
| 集數 | 發售日期      | ISBN                   | 發售日期       | ISBN                   |
| ---- | ------------- | ---------------------- | -------------- | ---------------------- |
| 1    | 2021年1月4日  | ISBN 978-4-08-891763-4 | 2022年11月14日 | ISBN 978-957-26-7129-0 |
| 2    | 2021年10月4日 | ISBN 978-4-08-892111-2 | 2024年10月9日  | ISBN 978-626-02-0663-5 |
| 3    | 2022年8月4日  | ISBN 978-4-08-892406-9 | 2024年月日     | ISBN                   |

## 電視動畫

### 制作人员
- 原作：LINK・宵野コタロー（集英社「少年ジャンプ＋」連載）
- 監督：信田ユウ
- 系列構成：髙橋龍也
- 角色设定：小関雅
- 総作画監督：小関雅、山内尚樹
- 主道具设定：コレサワシゲユキ(デジタルノイズ)･灯夢（デジタルノイズ）
- 服装设定：小高みちる
- 美術監督：葛 琳（スタジオちゅーりっぷ）
- 美術設定：藤瀬智康（チップチューン）
- 色彩設計：松山愛子
- 撮影監督：三上颯太（チップチューン）
- 編集：萩原うたこ
- 音響監督：郷文裕貴
- 音楽：大川茂伸
- 动画制作：Studio五組×AXsiZ

### 声优
- 水原怜人：市川太一
- 周防美来：白石晴香
- 龍造寺朱音：大地葉
- 山田翠：山根綺
- 片桐麗亜：渡部恵子
- 黒田マリア：小坂井祐莉絵
- 水原まひる：首藤志奈
- 火野恭司：江口拓也
- 石動寧々子：石上静香
- 北山玲奈：天野聡美
- 土井翔太：浦和希
- 神谷花蓮：竹達彩奈
- 羽生柚希：早瀬莉花
- 柊春歌：道井悠
- 一条奈都：愛原ありさ
- 東堂晶：飯田里穂
- 黒田・レイン・ちふゆ：高森奈津美

### 主題曲
片頭曲《JUST DO IT》
主唱：H-el-ical//
作詞：Hikaru//，作曲、編曲：加藤裕介
片尾曲《ENDiNG MiRAGE》
主唱：EXiNA(Shiena Nishizawa)
作詞：Shiena Nishizawa，作曲、編曲：daiki kasho

### 各話列表
| 集數   | 日文標題 | 中文標題     | 編劇     | 分鏡            | 演出             | 作畫監督                                                                                 | 總作畫監督 | 首播日期       |
| ------ | -------- | ------------ | -------- | --------------- | ---------------- | ---------------------------------------------------------------------------------------- | ---------- | -------------- |
| 第1話  |          | 女人的世界   | 高橋龍也 | 信田悠          | 長岡義孝         | 、堀田翔一、山本真嗣 小關雅、竹上貴雄                                                    | 小關雅     | 2021年 10月8日 |
| 第2話  |          | 兩個女人     | 山田哲彌 | 阿部雄一        | 藤中達也         | 山本真嗣、片岡英之、服部憲知                                                             | 山內尚樹   | 2022年 1月14日 |
| 第3話  |          | 第三位男士   | 高橋龍也 | 山田弘和        | 山田弘和         | 山本真嗣、片岡英之 服部憲知、                                                            | 小關雅     | 1月21日        |
| 第4話  |          | 學園的秘密   | 山田哲彌 | 藤中達也 信田悠 | 藤中達也         | 飯飼一幸、高橋紀子、山本真嗣 鐘文山、柳孝相、Revival                                     | 山內尚樹   | 1月28日        |
| 第5話  |          | 最初的犧牲者 | 高橋龍也 | 大嶋博之        | 神埼             | 青野厚司、山本真嗣 齋藤香識、Revival                                                     | 小關雅     | 2月4日         |
| 第6話  |          | 交錯的想法   | 山田哲彌 | 吉川浩司 竹內光 | 宮田亮、藤中達也 | 小菅洋、平田雄三、黑田和也 正木優太、田中翼、室井誠 高村遼太郎、竹上貴雄 鐘文山、Revival | 山內尚樹   | 2月11日        |
| 第7話  |          | 值日伴侶     | 高橋龍也 | 大嶋博之        | 神埼             | 山本真嗣、片岡英之、服部憲知 西田美彌子、酒井KEI、Revival                                | 小關雅     | 2月18日        |
| 第8話  |          | 復仇         | 山田哲彌 | 吉川浩司 竹內光 | 藤中達也         | 山本真嗣、竹上貴雄、鐘文山 、Revival                                                     | 山內尚樹   | 2月25日        |
| 第9話  |          | 肉林         | 山田哲彌 | 沖崎光一        | 所俊克           | 山本真嗣、片岡英之、小關雅                                                               | 小關雅     | 3月4日         |
| 第10話 |          | 兩名Numbers  | 高橋龍也 | 藏本穗高        | 藏本穗高         | 山本真嗣、竹上貴雄、西田美彌子 齋藤香識、山內尚樹、小關雅 高村遼太郎、小島唯可、正木優太 | 山內尚樹   | 3月11日        |
| 第11話 |          | 逃離         | 高橋龍也 | 沖崎光一 信田悠 | 山田弘和         | 山本真嗣、竹上貴雄、鐘文山 片岡英之、服部憲知                                            | 小關雅     | 3月18日        |

## 評價
作品剛開始全彩色繪製的全裸場景立即成為Twitter熱門話題。亦引致之後要重新上傳修改後遮掩乳房的版本。不少日本網友感到震驚。評論認為：「現在日本政府已經被少子化折磨瘋了，終於允許這種漫畫登場了嗎……」
本作亦入圍BOOK☆WALKER的「BOOK☆WALKER大賞2016」，但並沒有得獎。
代理作品中文版的東立出版社於推薦專文寫道，雖然該作品是LINK的第一部連載作品，但掌握科幻、懸疑劇情的功力相當不錯，也讓這部作品不是那麼單純的後宮漫畫。而宵野小太郎在連載這部作品之前，就是知名的成人向漫畫家，在推出《終末的後宮》前也推出許多作品，除了成人向漫畫之外，也有推出兩部一般向的漫畫，所以在《終末的後宮》裏面，就可以看到精細且穩定的畫作。

## 外部連結
- 終末のハーレム （页面存档备份，存于） - 公式サイト（日語）
- 終末のハーレム （页面存档备份，存于） - アニメ公式サイト（日語）
- 終末のハーレム （页面存档备份，存于） - 少年ジャンプ+（日語）
- 終末のハーレム After World （页面存档备份，存于） - 少年ジャンプ+（日語）
- YouTube上的TVアニメ『終末のハーレム』公式チャンネル頻道（日語）
- 終末のハーレム 公式的X（前Twitter）（日語）
- 終末的後宮 （页面存档备份，存于） -  東立出版社